# 1931 au Vatican
Chronologie du Vatican
- 1927
- 1928
- 1929
- 1930
- 1931
- 1932
- 1933
- 1934
- 1935

Cette page concerne les évènements survenus en 1931 au Vatican  :

## Évènement
- 12 février : Inauguration de Radio Vatican